# NAT6
NAT6 (англ. N-acetyltransferase 6) – білок, який кодується однойменним геном, розташованим у людей на короткому плечі 3-ї хромосоми.  Довжина поліпептидного ланцюга білка становить 286 амінокислот, а молекулярна маса — 31 445.
| 10         |  | 20         |  | 30         |  | 40         |  | 50         |
| ---------- |  | ---------- |  | ---------- |  | ---------- |  | ---------- |
| MELILSTSPA |  | ELTLDPACQP |  | KLPLDSTCQP |  | EMTFNPGPTE |  | LTLDPEHQPE |
| ETPAPSLAEL |  | TLEPVHRRPE |  | LLDACADLIN |  | DQWPRSRTSR |  | LHSLGQSSDA |
| FPLCLMLLSP |  | HPTLEAAPVV |  | VGHARLSRVL |  | NQPQSLLVET |  | VVVARALRGR |
| GFGRRLMEGL |  | EVFARARGFR |  | KLHLTTHDQV |  | HFYTHLGYQL |  | GEPVQGLVFT |
| SRRLPATLLN |  | AFPTAPSPRP |  | PRKAPNLTAQ |  | AAPRGPKGPP |  | LPPPPPLPEC |
| LTISPPVPSG |  | PPSKSLLETQ |  | YQNVRGRPIF |  | WMEKDI     |  |            |

A: Аланін

C: Цистеїн

D: Аспарагінова кислота

E: Глутамінова кислота

F: Фенілаланін

G: Гліцин

H: Гістидин

I: Ізолейцин

K: Лізин

L: Лейцин

M: Метіонін

N: Аспарагін

P: Пролін

Q: Глутамін

R: Аргінін

S: Серин

T: Треонін

V: Валін

W: Триптофан

Кодований геном білок за функціями належить до трансфераз, ацилтрансфераз. 
Задіяний у таких біологічних процесах як поліморфізм, альтернативний сплайсинг. 
Локалізований у цитоплазмі.